# Le Livre sans nom
Le Livre sans nom (titre original : The Book With No Name) est un roman policier fantastique, paru de manière anonyme en 2006. Le roman, édité en France par Sonatine en 2010, a été traduit par Diniz Galhos. Il s'agit du premier volume de la série Bourbon Kid.

## Résumé
Santa Mondega, une ville du sud des États-Unis proche de la frontière mexicaine, oubliée du reste du monde, est connue des habitants pour être la ville la plus dangereuse du monde. Un homme étrange encapuchonné débarque au Tapioca, un bar local de Santa Mondega. L'étranger commande un bourbon et après une démonstration de l'hospitalité locale, le boit et... tout ce que l'on sait est que les seuls survivants sont l'étranger et Sanchez, patron du bar. Loin de là, deux moines d'Hubal, nommés Kyle et Peto, reçoivent une mission : ils doivent se rendre à Santa Mondega pour aller récupérer une pierre magique, « l'Œil de la Lune », dérobée au père supérieur de leur ordre religieux et qui est censée apporter l'invulnérabilité à celui qui la porte. À Santa Mondega, une jeune femme, Jessica, se réveille dans une maison et apprend qu'elle sort d'un coma de cinq ans après avoir été victime d'une tentative de meurtre, tandis que l'inspecteur du paranormal Miles Jensen se rend à Santa Mondega pour mener son enquête.

## Personnages
L'histoire comporte de nombreux personnages dont les destins se croisent (et le plus souvent se terminent à cause de ce croisement).
Le Bourbon KidUn homme réputé pour être immortel et sans pitié lorsqu'il a bu du bourbon.
Sanchez GarciaPatron du bar « Le Tapioca », il connaît tous les habitants de la ville. Il est connu pour sa couardise, son faible respect envers la clientèle à qui il sert de son urine quand il n'apprécie pas le client, mais surtout pour être resté sain et sauf après le massacre commis par le Bourbon Kid dans son bar cinq ans auparavant.
JessicaSeule survivante d'une fusillade du Bourbon Kid, elle est recueillie par le frère et la belle-sœur de Sanchez et se réveille amnésique après cinq ans de coma.
El SantinoParrain de la mafia locale, il ne sort que la nuit et inspire la peur à tous les habitants de Santa Mondega.
JefeChasseur de primes très célèbre de Santa Mondega, il travaille souvent avec El Santino. Il est le premier personnage du livre en possession de « l'Œil de la Lune » et se le fera voler par Marcus la Fouine.
Marcus la FouineUn voyou réputé dans la ville pour accepter tous les boulots. C'est un des clients réguliers du Tapioca. Il réussit à voler « l'Œil de la Lune » à Jefe.
ElvisUn des plus réputés tueurs à gages de Santa Mondega, qui est le sosie d'Elvis Presley. Apprécié de Rodeo Rex et de Sanchez, il est engagé par ce dernier pour venger la mort de son frère.
Miles JensenEnquêteur du paranormal dépêché pour aller enquêter à Santa Mondega.
Archibald SomersPolicier vétéran obsédé par le Bourbon Kid. À la retraite, il reprend du service pour aider Jensen.
Dante VittoriChargé de l'accueil à l'International Hotel de Santa Mondega, il se retrouve malgré lui au centre de la recherche de « l'Œil de la Lune ».
Kacy FellangiPetite amie de Dante, elle séduit Marcus et lui vole « l'Œil de la Lune » alors qu'elle cherche à mettre la main sur son argent pour s'enfuir avec Dante.
KyleUn moine de l'île d'Hubal chargé d'aller récupérer « l'Œil de la Lune ». Plus expérimenté que Peto, il empêchera le jeune moine de se faire entraîner dans les vices de Santa Mondega.
PetoUn jeune moine d'Hubal recueilli bébé dans le monastère, il accompagne Kyle dans sa quête. N'étant jamais sorti du monastère, il ne connaît rien du monde extérieur et sera très réceptif à l'ambiance de Santa Mondega.
Rodeo RexLe « tueur à gage du Tout-Puissant » comme il se définit lui-même (son travail consiste à tuer les forces du mal pour le compte de Dieu). Il a une main artificielle à cause de sa dernière rencontre avec le Bourbon Kid. C'est une légende à Santa Mondega. Il est réputé invincible dans un combat de boxe.

## Auteur
L'originalité du livre tient au caractère anonyme de l'auteur. « Nous ne savons réellement pas qui il est », explique Marie Misandeau, éditrice chez Sonatine. Ce qui n'empêche pas les internautes d'émettre des hypothèses sur l'écrivain. Certains, par exemple, penseraient à Quentin Tarantino du fait du caractère « badass » du livre. L'auteur tient à rester dans l’ombre, même s'il dispose d’une page Facebook au nom de Bourbon Kid. Pour son éditrice française : « a priori, c’est plutôt un inconnu, mais le fait qu’il tienne absolument à rester anonyme sème le doute ».

## Histoire éditoriale du livre
L'auteur a fait publier son livre sur Internet, grâce à la plateforme d'auto-édition lulu.com. Il a attiré l’attention de l’éditeur anglais Michael O’Mara qui est le seul à l'avoir rencontré. Sorti initialement en Grande-Bretagne en 2007, le livre paraît dans 25 pays. Les éditions Sonatine ont acheté les droits français de l’ouvrage, pour une publication en 2010.
En France, le succès a été rapidement au rendez-vous : selon Ipsos, Le Livre sans nom s'est vendu à 56 000 exemplaires en 2010 et L'Œil de la Lune à 32 000 exemplaires en 2011.

## Film
Les droits cinématographiques du Livre sans nom ont été achetés en 2010 par Don Murphy, producteur, entre autres, de la saga Transformers de Michael Bay, et de From Hell de Allen Hughes.

## Éditions
- The Book With No Name, Lulu.com, 8 juillet 2006, 284 p.  (ISBN 978-1-84728-046-6)
- Le Livre sans nom, Sonatine, 3 juin 2010, trad. Diniz Galhos, 460 p.  (ISBN 978-2-35584-043-2)
- Le Livre sans nom, France Loisirs, février 2011, trad. Diniz Galhos, 460 p.  (ISBN 978-2-298-04095-1)
- Le Livre sans nom, Le Livre de poche, coll. « Thriller » no 32271, 1er juin 2011, trad. Diniz Galhos, 508 p.  (ISBN 978-2-253-15835-6)